# Kolegium Biskupów
Kolegium Biskupów to ogół biskupów danego Kościoła chrześcijańskiego tradycji katolickiej.
W Kościele rzymskokatolickim Kolegium Biskupów sprawuje wraz z papieżem najwyższą władzę w Kościele na zasadzie kolegialności. Kolegium Biskupów nie jest reprezentowane przez Synod Biskupów. 